# Новостав (Боратинская сельская община)
Новостав (укр. Новостав) — село в Боратинской сельской общине Луцкого района Волынской области Украины.
Код КОАТУУ — 0722880705. Население по переписи 2001 года составляет 602 человека. Почтовый индекс — 45671. Телефонный код — 332. Занимает площадь 18 км².